# Fearbringer
Fearbringer, nome d'arte di Luca Grandinetti (...), è un musicista italiano.

## Biografia
Fearbringer è il progetto solista black metal di Luca Grandinetti, fondato a Parma nel 2000.
Fearbringer per i suoi concerti si avvale di musicisti turnisti.
Dal 1997 Fearbringer è impegnato in diversi altri progetti solisti black metal, tra cui Armata di Carona, Tungus-ka, Misericordia, Comunità Fenice Nera, Presagio e Cittadella. Fenice Nera è il nome attribuito da Fearbringer all'insieme di tutti i suoi progetti.

## Formazione
- Fearbringer - tutti gli strumenti

### Turnisti attuali
- Redeemer - chitarra
- Nephastus - basso
- Chen - batteria

### Ex turnisti
- Mathias - batteria
- Gregorio Magno - batteria
- Asmodeus Draco Dux - batteria
- Plague - basso

## Discografia

### Album in studio
- 2004 - Le notti del peccato
- 2005 - Simula et dissimula
- 2011 - Tempus fugit

### EP
- 2000 - Nera Chiesa
- 2001 - Carne Tormentata
- 2002 - Promo 2002
- 2007 - Rehearsals 6/8/07
- 2008 - Night Chants - Rehearsals 2008

### Album dal vivo
- 2003 - The Nuns Raping Night - Live in Varese
- 2010 - In alleanza con Ezzelino III Da Romano - Live in Padova

## Videografia

### DVD
- 2008 - Cremona in Catenis Vincta - Live in Cremona
- 2008 - Ad Parmae gloriam - Live in Parma
- 2008 - Ad Perusinorum audaciam sedandam - Live in Perugia
- 2009 - Per acies incedens
- 2010 - Iuvetur mortuus non lacrymis sed precibus, supplicationibus et eleemosynis - Live a L'Aquila